# Yemas de Almazán

Comarca de Almazán situada en la provincia de Soria

Las yemas de Almazán son un postre dulce típico de la localidad de Almazán, situado en la provincia de Soria, en la comunidad autónoma de Castilla y León, España. Se elaboran con yema de huevo.

## Características
Es un postre tradicional y muy popular, ya que antiguamente los obradores de Almazán fueron proveedores de la Casa Real.